# Wijken en buurten in Hellendoorn
De Nederlandse gemeente Hellendoorn is voor statistische doeleinden onderverdeeld in wijken en buurten. De gemeente is verdeeld in de volgende statistische wijken:
- Wijk 01 Hellendoorn (CBS-wijkcode:016301)
- Wijk 02 Nijverdal Noord (CBS-wijkcode:016302)
- Wijk 03 Nijverdal West (CBS-wijkcode:016303)
- Wijk 04 Nijverdal Oost (CBS-wijkcode:016304)
- Wijk 05 Buitengebied Marle (CBS-wijkcode:016305)
- Wijk 06 Kruidenwijk (CBS-wijkcode:016306)
- Wijk 07 Haarle (CBS-wijkcode:016307)
- Wijk 08 Daarle (CBS-wijkcode:016308)
- Wijk 09 Daarlerveen (CBS-wijkcode:016309)

Een statistische wijk kan bestaan uit meerdere buurten. Onderstaande tabel geeft de buurtindeling met kentallen volgens het Centraal Bureau voor de Statistiek (2008):
| CBS-buurtcode | Buurtnaam                              | Inwonertal | Opp. totaal (ha) | Opp. land (ha) | Ligging                |
| ------------- | -------------------------------------- | ---------- | ---------------- | -------------- | ---------------------- |
| BU01630101    | Hellendoorn-Centrum                    | 440        | 22               | 22             | Locatie in de gemeente |
| BU01630102    | de Höfte                               | 910        | 17               | 17             | Locatie in de gemeente |
| BU01630103    | den Dam                                | 390        | 20               | 20             | Locatie in de gemeente |
| BU01630104    | de Blenke                              | 970        | 24               | 24             | Locatie in de gemeente |
| BU01630105    | de Zuid Es                             | 1020       | 28               | 28             | Locatie in de gemeente |
| BU01630106    | de Noord Es                            | 380        | 12               | 12             | Locatie in de gemeente |
| BU01630109    | Verspreide huizen Hellendoorn          | 790        | 1292             | 1285           | Locatie in de gemeente |
| BU01630201    | Zeeheldenwijk                          | 500        | 43               | 43             | Locatie in de gemeente |
| BU01630202    | Wilhelminawijk                         | 1190       | 39               | 39             | Locatie in de gemeente |
| BU01630203    | Gagelman-industrieterrein-Noord        | 90         | 93               | 90             | Locatie in de gemeente |
| BU01630301    | Nijverdal-Centrum                      | 1170       | 38               | 38             | Locatie in de gemeente |
| BU01630302    | Bloemen- Schilderswijk                 | 1300       | 23               | 23             | Locatie in de gemeente |
| BU01630303    | Nijverdal West - Noetsele I            | 2300       | 51               | 51             | Locatie in de gemeente |
| BU01630304    | Noetsele II en III                     | 1210       | 56               | 56             | Locatie in de gemeente |
| BU01630309    | Verspreide huizen t Hexel              | 360        | 1335             | 1335           | Locatie in de gemeente |
| BU01630401    | Prinsessenwijk                         | 1280       | 29               | 29             | Locatie in de gemeente |
| BU01630402    | de Brake                               | 1310       | 34               | 33             | Locatie in de gemeente |
| BU01630403    | Konijnenberg                           | 410        | 34               | 33             | Locatie in de gemeente |
| BU01630404    | Nijverdal Oost                         | 680        | 31               | 31             | Locatie in de gemeente |
| BU01630405    | de Blokken                             | 2200       | 60               | 59             | Locatie in de gemeente |
| BU01630406    | Groot Lochter                          | 2620       | 80               | 78             | Locatie in de gemeente |
| BU01630407    | 't Lochter                             | 70         | 112              | 112            | Locatie in de gemeente |
| BU01630408    | n Oaln Diek                            | 830        | 31               | 30             | Locatie in de gemeente |
| BU01630409    | Verspreide huizen Boersingel           | 20         | 104              | 100            | Locatie in de gemeente |
| BU01630509    | Verspreide huizen Egede, Elen en Rhaan | 780        | 1968             | 1942           | Locatie in de gemeente |
| BU01630510    | Verspreide huizen Marle                | 560        | 1210             | 1200           | Locatie in de gemeente |
| BU01630601    | Hulsen dorp                            | 350        | 14               | 14             | Locatie in de gemeente |
| BU01630602    | Kruidenwijk Oost                       | 2850       | 40               | 40             | Locatie in de gemeente |
| BU01630603    | Kruidenwijk Centrum                    | 250        | 12               | 12             | Locatie in de gemeente |
| BU01630604    | Kruidenwijk Noord                      | 1850       | 29               | 29             | Locatie in de gemeente |
| BU01630605    | Kruidenwijk West                       | 1500       | 24               | 24             | Locatie in de gemeente |
| BU01630609    | Verspreide huizen Hulsen               | 720        | 896              | 891            | Locatie in de gemeente |
| BU01630700    | Dorp Haarle                            | 1090       | 41               | 41             | Locatie in de gemeente |
| BU01630709    | Verspreide huizen Haarle               | 1120       | 3961             | 3961           | Locatie in de gemeente |
| BU01630800    | Dorp Daarle                            | 570        | 29               | 29             | Locatie in de gemeente |
| BU01630809    | verspreide huizen Daarle               | 830        | 1630             | 1611           | Locatie in de gemeente |
| BU01630900    | Dorp Daarlerveen                       | 680        | 22               | 20             | Locatie in de gemeente |
| BU01630909    | Verspreide huizen Daarlerveen          | 480        | 420              | 414            | Locatie in de gemeente |